# Audiolith Records
La Audiolith Records è un'etichetta discografica indipendente tedesca che pubblica principalmente Musica elettronica e Indie rock.

## Storia
L'Audiolith Records venne fondata nel 2003 da Lars Lewerenz, che aveva lavorato per la Dim Mak Records ed era stato membro della band Dos Stilettos. La prima opera pubblicata fu il singolo Both Sides Of The Ocean della The Dance Inc.. Successivamente, l'etichetta iniziò a pubblicare i lavori dei gruppi Der Tante Renate, Egotronic, Plemo e Saalschutz.

## Artisti
| - Aosuke - Bratze - Bondage Fairies - Captain Capa - Clickclickdecker - Dadajugend Polyform - Der Tante Renate - Dos Stilettos - Egotronic - Firestarter | - Frittenbude - Innaway - Ira Atari - Juri Gagarin - Knarf Rellöm - Krink - Miki Mikron | - One Foot In Da Rave - Plemo - Rampue - Räuberhöhle - Saalschutz - Supershirt - The Dance Inc. - Waving the Guns |